# مايك غريفيثز
مايك غريفيثز (بالإنجليزية: Mike Griffiths)‏ هو لاعب اتحاد الرغبي بريطاني، ولد في 18 مارس 1962 في Clydach Vale ‏ في المملكة المتحدة.

## وصلات خارجية
- مايك غريفيثز عل موقع إسبنسكروم (الإنجليزية)
- مايك غريفيثز على موقع ItsRugby.co.uk (الإنجليزية)